# United States Patent and Trademark Office

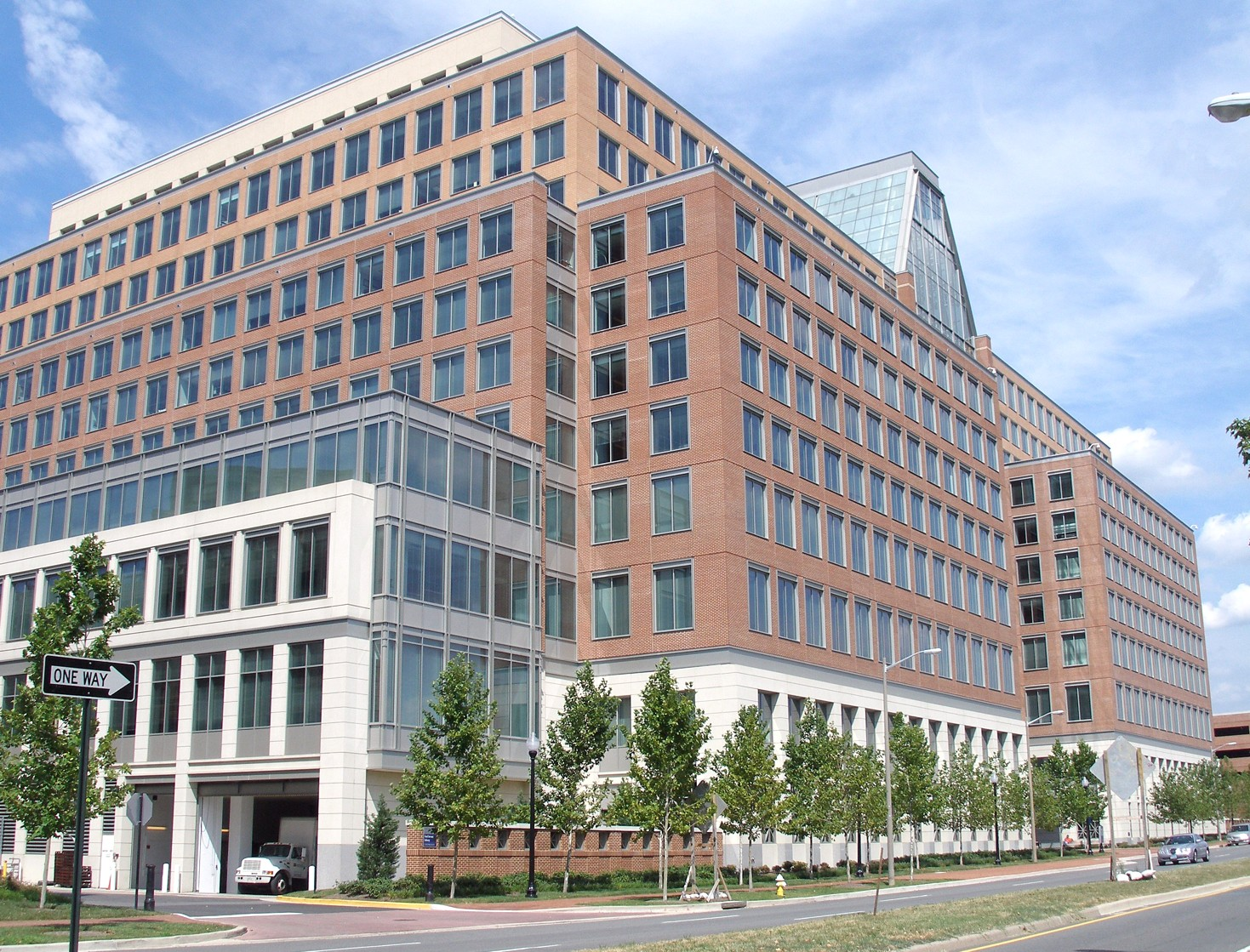
Hauptgebäude des Patentamtes

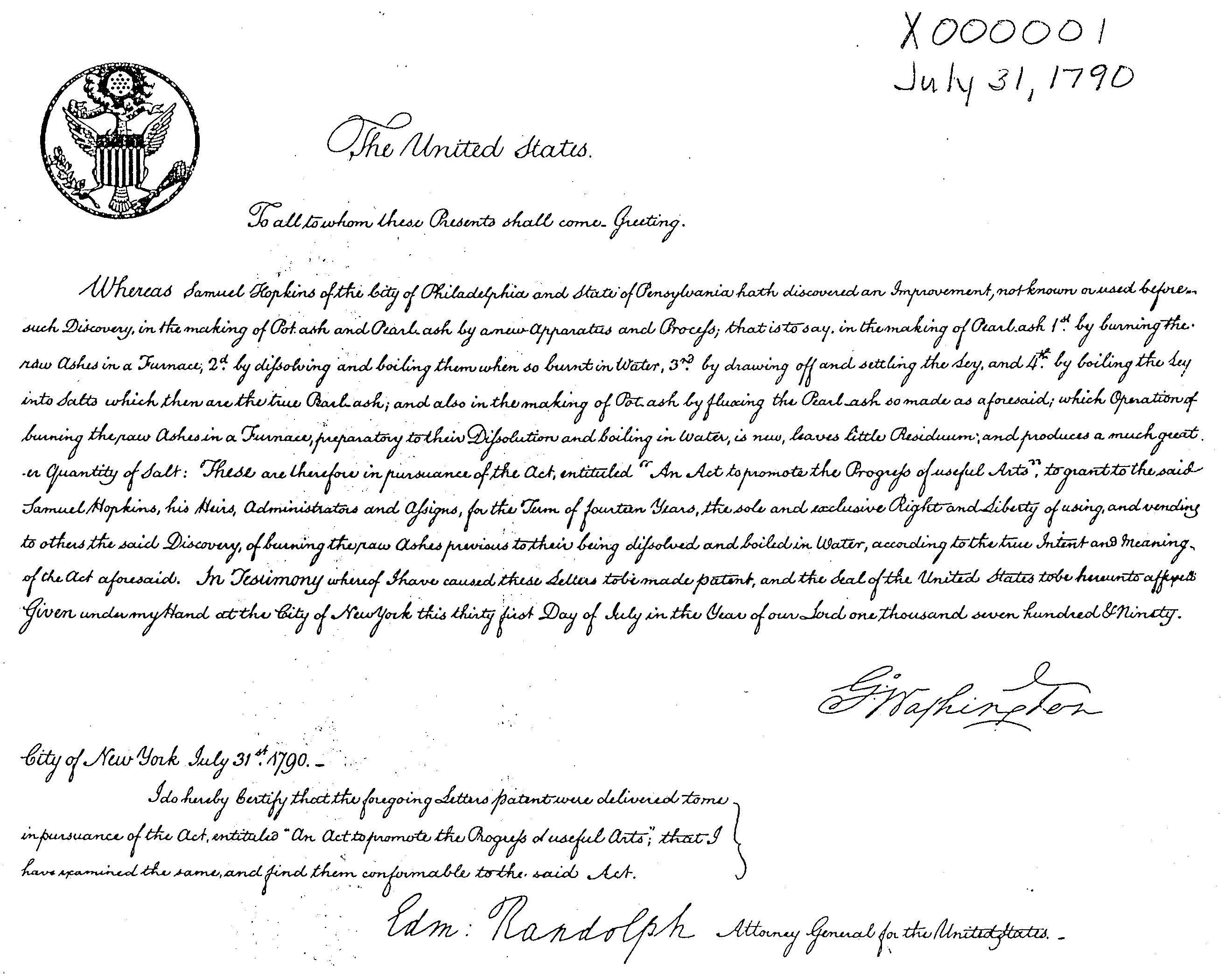
Erstes US-Patent

Das United States Patent and Trademark Office (PTO oder USPTO) ist das dem Handelsministerium der Vereinigten Staaten unterstellte Patentamt der Vereinigten Staaten, das Patente für Erfindungen vergibt und für die Etablierung von Marken- und geistigen Eigentumsrechten verantwortlich ist. Es hat seinen Sitz seit 2006 in Alexandria (Virginia).

## Geschichte
Die gesetzliche Grundlage ist die amerikanische Verfassung.

“The Congress shall have Power […] To promote the Progress of Science and useful Arts, by securing for limited Times to Authors and Inventors the exclusive Right to their respective Writings and Discoveries”

Das dazugehörige erste Patentgesetz wurde 1790 verabschiedet. Patentbehörde wurde der Secretary of State, der dafür einen Superintendent of Patents mit angeschlossenen Stab ernannte. Die Behörde selbst wurde 1836 unter dem Secretary of States gegründet und vom Commissioner of Patents geleitet. Alle Patente vor 1836 sind unnummeriert und können deshalb nur aufgrund des Namens und Datum identifiziert werden. 1849 wurde das Patentamt dem Innenministerium und 1925 dem Handelsministerium unterstellt.
Forschende der Federation of American Scientists (FAS) schlugen 2024 vor, das USPTO möge auch als Open-Source-Hardware lizenzierte Produkte und Designs erfassen, um auch zur Nachahmung zugelassene Technologien durchsuch- und analysierbar zu machen.

## Organisation
Die Patentbehörde wird vom Under Secretary of Commerce for Intellectual Property and Director of the United States Patent and Trademark Office geleitet. Er wird vom Präsidenten der Vereinigten Staaten nominiert und muss vom Senat bestätigt werden.
Das Patentamt ist in verschiedene Abteilungen (Offices) gegliedert:
- Office of the Commissioner for Patents
- Office of the Commissioner for Trademarks
- Office of the Administrator for External Affairs
- Office of the General Counsel
- Office of Public Affairs
- Office of the Chief Financial Officer
- Office of the Chief Information Officer
- Office of the Chief Administrative Officer

## Statistik
Von 1963 bis 2015 wurden in den USA 629 647 Patente durch das United States Patent and Trademark Office erteilt.